# Lista dos deputados ao Congresso Representativo da 1.ª legislatura de Santa Catarina
Lista dos Lista dos deputados ao Congresso Representativo do Estado de Santa Catarina - 1ª legislatura (1891 — 1893).
| Nº | Deputado                            | Votos |
| -- | ----------------------------------- | ----- |
| 1  | Pedro Ferreira e Silva              | 7898  |
| 2  | José Bonifácio da Cunha             | 7897  |
| 3  | Paulo João Schmalz                  | 7897  |
| 4  | João José Teodoro da Costa          | 7813  |
| 5  | Ernesto Canac                       | 7807  |
| 6  | Antônio Pereira da Silva e Oliveira | 7791  |
| 7  | Francisco Tolentino                 | 7774  |
| 8  | Artur Ferreira de Melo              | 7774  |
| 9  | Carlos Renaux                       | 7627  |
| 10 | Manuel Vitorino de Paula Ramos      | 7624  |
| 11 | Henrique Boiteux                    | 7591  |
| 12 | Antônio Pinto da Costa Carneiro     | 7560  |
| 13 | José Martins Cabral                 | 7559  |
| 14 | Vidal Ramos                         | 7554  |
| 15 | Emílio Blum                         | 7548  |
| 16 | José de Araújo Coutinho             | 7548  |
| 17 | Luís Antônio Ferreira Gualberto     | 7535  |
| 18 | Artur Cavalcanti do Livramento      | 7531  |
| 19 | Joaquim Antônio de São Tiago        | 7434  |
| 20 | João Cabral de Melo                 | 7391  |
| 21 | Polidoro Olavo de São Tiago         | 7388  |
| 22 | Mário de Sousa Lobo                 | 7208  |